# Petra Veenswijk
Petra Veenswijk (Zoeterwoude-Dorp, 1962) is een Nederlands organist, klavecinist en kerkmusicus. Sinds 1987 is zij organist-titularis en sinds 1994 tevens koordirigent in de Maria van Jessekerk te Delft, waar zij het Maarschalkerweerd-orgel uit 1893 bespeelt. Als concertorganist geeft zij concerten in binnen-en buitenland.

## Opleiding
Zij behaalde in 1985-1990 haar graden Docerend Musicus orgel (bij André Verwoerd) en klavecimbel (bij David Collyer) en Uitvoerend Musicus orgel (bij Bernard Winsemius) aan het Rotterdams Conservatorium. Zij volgde een jaar lang interpretatielessen in Parijs bij Daniel Roth en vervolgde haar studie in Parijs aan het "Conservatoire National de Région", bij Marie-Louise Jaquet-Langlais en Jean Langlais. Zij bekroonde die in 1991 met de "Prix d'Excellence". Aan de Schola Cantorum de Paris volgde zij interpretatielessen bij onder anderen Marie-Claire Alain, André Fleury en Gaston Litaize.
Haar repertoire omvat het gehele orgeloeuvre van oude tot en met hedendaagse literatuur, met een specialisme in het Frans symfonische repertoire. Als klaveciniste was zij enige jaren lid van het Icarus Ensemble voor oude muziek.
In 2001 verzorgde zij voor de EO op Radio 4 orgelconcerten ter nagedachtenis aan Jean Langlais vanuit de Cathédrale Saint-Samson in Dol-de-Bretagne.

## Onderscheidingen
Petra Veenswijk ontving de volgende onderscheidingen:
- 1985: winnares Nationaal Orgelconcours Leiden, categorie "Muziek van de Twintigste Eeuw"
- 1990: derde prijs en winnares Publieksprijs Internationaal Orgelconcours te Nijmegen
- 1996: zilveren medaille van de Société Académique Arts-Sciences-Lettres in Parijs vanwege verdiensten voor de Franse orgelkunst
- 2018: benoeming tot Ridder in de Orde van Oranje-Nassau

## Discografie
- Werken van Pierné, Guilmant, Gigout, Vierne, Mulet en Duruflé (Prélude et Fugue sur le nom d'Alain) op het Maarschalkerweerd-orgel van de Maria van Jessekerk (1991)
- Franse composities met het gregoriaans als inspiratiebron van Bonnet, Mulet, Nibelle, Duruflé (Prélude, Adagio et Choral varié sur "Veni Creator"), Dupré (Magnificat) en Langlais (Trois Parafrases Grégoriennes) op het Adema-orgel van de Dominicanenkerk te Zwolle (1996)
- Signature d'Excellence I, werken van Saint-Saëns, Franck, Guilmant, Lefébure-Wély, Rousseau en Vierne (Symphonie II) op het gereconstrueerde Maarschalkerweerd-orgel van de Maria van Jessekerk (2009)
- Signature d'Excellence II, werken van Saint-Saëns, Franck (Trois Pièces) Guilmant (Sonate 6), Dubois, Vierne (Toccata) op het Maarschalkerweerd-orgel van de Maria van Jessekerk (2010)
- Signature d'Excellence III, werken van Franck, Bélier, Widor (Symphonie I), Dallier (5 Invocations) op het Maarschalkerweerd-orgel van de Maria van Jessekerk (2017)

## Persoonlijk
Petra Veenswijk is gehuwd en heeft een zoon en een dochter. 